# 张世珍 (少将)
张世珍（1905年—1956年），男，山西闻喜人，中国人民解放军将领、中国人民解放军开国少将。
1949年参加董其武领导的绥远起义，加入中国人民解放军。曾任中国人民解放军第69军副军长。1955年，授予中国人民解放军少将。